# YMSG
YMSG es un protocolo para aplicaciones usado en Yahoo! Messenger, que es el servicio de mensajería creado por Yahoo! para sus usuarios. 
Este protocolo se encuentra actualmente en la versión 13 y proporciona multitud de funciones, aparte del paso de mensajes instantáneos, tales como la transferencia de ficheros, la videoconferencia, las llamadas de voz (a través del protocolo SIP), el intercambio de fotos, la integración con las salas de chat de Yahoo! y los juegos en línea.